# Ústav sociálně politických věd UK
Das tschechoslowakische Ústav sociálně politických věd UK (Institut der sozialpolitischen Wissenschaften der Karlsuniversität, Prag) sollte das theoretische Wissen sowie die ideologische Qualifikation der Universitätslehrer für marxistische Philosophie, politische Ökonomie und die Geschichte der Arbeiterbewegung vertiefen. Gegründet 1957, wurde es wegen sogenannter „rechtsopportunistischer Abweichungen“ 1969 aufgelöst.

## Bezeichnungen
Das Ústav sociálně politických věd UK (Institut der sozialpolitischen Wissenschaften der Karlsuniversität) wurde im Dezember 1957 als Ústav pro výuku a vědeckou práci kateder marxismu-leninismu (Institut für die Lehre und wissenschaftliche Arbeit der Lehrstühle für Marxismus-Leninismus) gegründet. Es sollte das theoretische Wissen sowie die ideologische Qualifikation der Universitätslehrer für marxistische Philosophie, politische Ökonomie und die Geschichte der Arbeiterbewegung vertiefen. Am 1. Januar 1960 wurde das Institut der Karlsuniversität unterstellt und erhielt den Namen Ústav sociálně politických věd UK, bis es 1964 auf Ústav marxismu-leninismu pro vysoké školy UK (Institut für Marxismus-Leninismus der Karlsuniversität  für Hochschulen) wieder umbenannt, was 1967 auf Ústav sociálně politických věd UK (Institut für sozialpolitischen Wissenschaften der Karlsuniversität) zurück geändert wurde. Wegen sogenannter „rechtsopportunistischer Abweichungen“ wurde das Institut 1969 aufgelöst.
Nach dem Zusammenbruch des Regimes 1989 kam es unter der Federführung des Soziologien Josef Alan in den Jahren 1990–1993 zum Versuch, das Institut neu zu beleben. Mangels finanzieller Mittel scheiterte dies jedoch, es wurde 1993 mit dem Lehrstuhl für Soziologie und soziale Politik zum Institut sociologických studií (ISS) der Fakultät der sozialen Wissenschaften der Karlsuniversität vereinigt.

## Geschichte
Das Institut war  dem Bildungsministerium unterstellt. Miloš Kaláb wurde dessen erster Direktor. Am 1. Januar 1960 wurde das Institut an die Karlsuniversität verlegt, es übernahm bald die Veröffentlichung der Zeitschrift Přehled vědecké a pedagogické práce kateder marxismu-leninismu (1961) und später auch Vědecké informace Ústavu marxismu-leninismu pro vysoké školy (1965). Kaláb leitete das Institut nur bis 1962, danach wurde Pavel Machonin kommissarisch mit der Leitung beauftragt und wurde erst 1967 zum Direktor bestimmt. Unter Machonins Leitung wurde der Schwerpunkt der Arbeit eindeutig an die Soziologie gelegt.
Das wichtigste Projekt des Instituts war dabei die Erforschung der sozialen Schichtung und Mobilität der tschechoslowakischen Gesellschaft, die von Pavel Machonin, Bohumil Jungmann, Jiří Linhart, Miloslav Petrusek und Zdeněk Šafář konzipiert wurde. Die Ergebnisse der ersten und lange Zeit einzigen tschechoslowakischen Schichtungsforschung reichten aus, um veröffentlicht zu werden (Československá společnost. Bratislava 1969) und erlangten beträchtliche internationale Anerkennung - und führte schließlich durch die Verurteilung durch die Partei und der Auflösung des Instituts wegen Rechtsabweichungen und Revisionismus. Zahlreiche Mitarbeiter durften sich nicht mehr im Bereich Soziologie betätigen.